# Układ w Krajowie
Układ w Krajowie – układ pomiędzy Rumunią a Bułgarią podpisany 7 września 1940 r. w Krajowie o przekazaniu przez Rumunię na rzecz Bułgarii Dobrudży południowej (bułg. Южна Добруджа-Jużna Dobrudża; rum. Dobrogea de sud lub Cadrilater) oraz zgody na wymianę ludności.
Układ był konsekwencją drugiego arbitrażu wiedeńskiego z 30 sierpnia 1940. 
W wyniku układu około 80 000 osadników rumuńskich i arumuńskich (osiedlonych tam po pokoju bukareszteńskim z 1913 r.) zostało zmuszonych do opuszczenia południowej Dobrudży i przesiedlenia się do Dobrudży północnej, natomiast około 65 000 Bułgarów opuściło część północną.
Granice te zostały potwierdzone 10 lutego 1947 roku przez pokój paryski z 1947.